# Largillay-Marsonnay
Largillay-Marsonnay település Franciaországban, Jura megyében. Lakosainak száma 131 fő (2022. január 1.). Largillay-Marsonnay Mesnois, Barésia-sur-l’Ain, Marnézia, Mérona, Plaisia, Pont-de-Poitte és La Tour-du-Meix községekkel határos.

## Népesség
A település népességének változása:
| Lakosok száma | 146  | 129  | 121  | 173  | 184  | 173  | 153  | 143  | 138  | 131  |
|               | 1968 | 1982 | 1990 | 2006 | 2013 | 2015 | 2017 | 2019 | 2020 | 2022 |